# Karol Mondek
Karol Mondek (Martin, 2 giugno 1991) è un calciatore slovacco, attaccante del ViOn Z.M..

## Caratteristiche tecniche
Ala destra, può giocare anche come esterno d'attacco sinistro.

## Carriera
Ha giocato nella prima divisione slovacca ed in quella ceca.